# Саламатин, Дмитрий Альбертович
Дмитрий Альбертович Саламатин (укр. Дмитро Альбертович Саламатін; род. 26 апреля 1965, Караганда, Казахская ССР, СССР) — украинский государственный и политический деятель. Народный депутат Украины, первый заместитель главы парламентского Комитета по вопросам науки и образования и член Комитета по вопросам бюджета (июль 2006). Генеральный директор Государственной компании по экспорту и импорту продукции и услуг военного и специального назначения; Генеральный директор Государственного концерна «Укроборонпром» (2010—2012), Министр обороны Украины (8 февраля 2012 — 24 декабря 2012). Член СНБО Украины (17 февраля 2012 — 24 декабря 2012).

## Биография

### Образование
Горный факультет Карагандинского политехнического института по специальности «технология и комплексная механизация подземной разработки месторождений полезных ископаемых» (1989 год). Курсы переподготовки кадров Московского горного института (сегодня — Горный институт НИТУ «МИСиС») по специальности «инженер-экономист» (1991).

### Карьера
- В 1983—1985 годах — проходил срочную службу в Советской Армии.
- 1985 — шахтёр на шахте им. Кузембаева.
- 1989—1991 — там же горный мастер добывающего участка.
- 1991—1993 — консультант совместного предприятия СИТЭК (Москва).
- 1993—1994 — коммерческий директор ЗАО Русское топливо (Москва).
- 1995—1996 — главный эксперт ЗАО РОЛ (Москва).
- 1996—1997 — главный консультант компании Милдер Интернэшнл лтд (Москва).
- С 1998 года — советник президента Международного горного конгресса по вопросам взаимодействия с Украиной.
- В 1999 году переехал на Украину, где в 2004 году получил гражданство.

## Украина
- Дважды избирался народным депутатом Украины от Партии регионов (2006—2011), в Верховной раде был первым заместителем главы парламентского комитета по вопросам науки и образования и членом комитета по вопросам бюджета.
- июнь 2010 — генеральный директор Государственной компании по экспорту и импорту продукции и услуг военного и специального назначения Укрспецэкспорт.
- 2011 — генеральный директор государственного концерна «Укроборонпром».
- С 8 февраля 2012[2] по 24 декабря 2012 года[3] — министр обороны Украины.
- 25 декабря 2012 года назначен советником президента Украины[4].

### Оборонно-промышленный комплекс Украины
Выручка экспорта продукции ДП «Укрспецэкспорт» и его дочерних компаний в 2011 году увеличилась на 27 % и впервые за все годы существования превысила 1 млрд. $.

### Министерство обороны Украины
В период его работы на посту министра обороны Украины в 2012 году средний налёт на одного лётчика впервые за все годы независимости достиг 51 часа, впервые было совершено около 42 000 прыжков с парашютом, которые существенно превысили показатели предыдущих годов. Первые всеукраинские танковые соревнования, которые дали старт настоящей интенсивной подготовке специалистов танковых войск, были проведены по инициативе Главы оборонного ведомства. На базе воздушно-десантных и аэромобильных войск созданы высокомобильные десантные войска (ВДВ) ВСУ. Принято на вооружение высокоточный управляемый артиллерийский выстрел «Квитник», бронетранспортёр БТР 4Е, 30-мм автоматическая пушка ЗТМ-1 и многие другие образцы вооружений. В сентябре — октябре 2012 года были проведены учения «Перспектива 2012», где впервые отрабатывалось использование перспективных систем управления и связи С2/С4i. Осуществлён визит военной делегации во главе с Министром обороны Украины в Афганистан. Принята концепция перехода ВСУ на стандарты НАТО до 2014 года, введена система обучения английскому языку. В декабре 2012 года впервые за много лет в боевом составе Воздушных Сил появилась полностью укомплектованная боевая эскадрилья.
Тем не менее, развивавшийся в период 2012 года конфликт с президентом Виктором Януковичем и его ближайшим окружением привёл к отставке с поста министра обороны в декабре 2012 года.

## После 2014 года
По информации журналистов, после смены власти на Украине в феврале 2014 года выехал в Россию.
В январе 2019 года генеральный прокурор Украины Юрий Луценко сообщил, что Дмитрию Саламатину предъявлено обвинение «в совершении государственной измены в интересах Российской Федерации» и подрыве обороноспособности Украины. Нанесённым им ущерб украинская генпрокуратура оценила в $560 млн.

## Семья
- Отец — Альберт Гергардович Саламатин (1941 г.р.) — работал директором шахты им. Кузембаева (1982—1989), генеральным директором производственного объединения «Карагандауголь» (1989—1992), министром промышленности Республики Казахстан (1992—1994), главой Джезказганской областной администрации (1994), председателем Комитета угольной промышленности при Минтопэнерго РФ (1998—2000). Лауреат Государственной премии СССР, доктор технических наук.
- Разведён. Дети — Дмитрий (1994), Олег (1996), Степан (2002).

## Интервью
- Министр обороны Саламатин: Проведенную в армии и ОПК работу я бы оценил как наступление по всем фронтам